# Andrena vierecki
Andrena vierecki är en biart som beskrevs av Cockerell 1904. Andrena vierecki ingår i släktet sandbin, och familjen grävbin. Inga underarter finns listade i Catalogue of Life.